# Pterolophia postalbofasciata
Pterolophia postalbofasciata är en skalbaggsart som beskrevs av Stefan von Breuning 1962. Pterolophia postalbofasciata ingår i släktet Pterolophia och familjen långhorningar.
Artens utbredningsområde är Laos. Inga underarter finns listade i Catalogue of Life.